# Martyn Frampton
Martyn Frampton ist ein britischer Historiker.

## Leben
Martyn Frampton studierte Geschichte am Jesus College der Cambridge University und machte einen MPhil in Internationalen Beziehungen. Er war Research Fellow am Peterhouse und wurde in Geschichte promoviert, bevor 2009 als Reader an das Queen Mary College der University of London wechselte. Sein Schwerpunkt war zunächst der Nordirland-Konflikt. Seither forscht er auch über die Konflikte im Nahen Osten. Frampton ist Mitarbeiter beim Think Tank Policy Exchange.

## Schriften (Auswahl)
- The Muslim Brotherhood and the West. A history of enmity and engagement. The Belknap Press of Harvard University Press, Cambridge MA u. a. 2018, ISBN 978-0-674-97070-0.
- mit Shiraz Maher: Between “Engagement” and a “Values-Led” Approach: Britain and the Muslim Brotherhood from 9/11 to the Arab Spring. In: Lorenzo Vidino (Hrsg.): The West and the Muslim Brotherhood after the Arab Spring. Al Mesbar Studies & Research Center, Dubai 2013, S. 32–55.
- Legion of the Rearguard. Dissident Irish Republicanism. Irish Academic Press, Dublin u. a. 2011, ISBN 978-0-7165-3055-8.
- The Long March. The Political Strategy of Sinn Féin, 1981–2007. Palgrave Macmillan, Basingstoke u. a. 2009 (erschienen 2008), ISBN 978-0-230-20217-7.
- mit John Bew, Inigo Gurruchaga: Talking to Terrorists. Making peace in Northern Ireland and the Basque country. Hurst and Co., London 2009, ISBN 978-1-85065-966-2.
- Agents and Ambushes: Britain's “Dirty War” in Northern Ireland. In: Samy Cohen (Hrsg.): Democracies at War against Terrorism. A Comparative Perspective. Palgrave Macmillan, New York NY u. a. 2008, ISBN 978-0-230-60456-8, S. 77–100.